# Fontan (pel·lícula)
Fontan (Фонтан, La font) és una pel·lícula soviètica dirigida per Iuri Mamin, estrenada el 1988.

## Argument
Tot gira al voltant d'un antic edifici de Leningrad, on alguna cosa s'ha de reparar constantment, perquè les parets s'han debilitat i les canonades s'han podrit. Una casa mig en ruïnes, un país mig en ruïnes, on els problemes es multipliquen com els bolets després de la pluja. Tot desemboca en una història absurda, divertida i alhora trista, característica de l'espai postsoviètic.

## Repartiment
- Assankoul Kouttoubaïev : Satibaldi Kerbabaïev
- Sergueï Dontsov : Piotr Lagutin
- Janna Kerimtaieva : Maia Lagutina
- Viktor Mikhailov : Pavel Mitrofanov
- Anatoli Kalmikov : Slavik Runiov
- Liudmila Samokhvalova : Katia Runiova
- Aleksei Zalivalov : Dmitri Txestopalov
- Nikolai Trankov : Ivan Gavrilovitch
- Ivan Krivorutxko : Vassili Popov
- Nina Ussatova : Liubov Andreievna
- Pavel Fetissov : Vania
- Tatiana Leonova : Olga
- Elena Sudakova : Petritxeva

## Reconeixements
Fou estrenada a la secció "Zabaltegi Nous Realitzadors" del Festival Internacional de Cinema de Sant Sebastià 1989.